# União das Freguesias de Constantim e Cicouro
Die União das Freguesias de Constantim e Cicouro ist eine portugiesische Gemeinde (Freguesia) im Kreis (Concelho) Miranda do Douro, Distrikt Bragança, im Nordosten Portugals.

## Geschichte
Die Gemeinde entstand im Zuge der Gebietsreform vom 29. September 2013 durch die Zusammenlegung der ehemaligen Gemeinden Constantim und Cicouro.
Constantim wurde Sitz der neuen Verwaltung.

## Demographie
| Freguesia | Freguesia            | Freguesia | Freguesia       | ehemalige Freguesias | ehemalige Freguesias | ehemalige Freguesias | ehemalige Freguesias |
| --------- | -------------------- | --------- | --------------- | -------------------- | -------------------- | -------------------- | -------------------- |
| Wappen    | Freguesia            | Einwohner | Fläche in (km²) | Wappen               | Freguesia            | Einwohner            | Fläche in (km²)      |
|           | Constantim e Cicouro | 153       | 36,33           |                      | Constantim           | 109                  | 21,49                |
|           | Constantim e Cicouro | 153       | 36,33           | Cicouro              | 87                   | 14,84                |                      |